# 大阪府立千里青雲高等学校
大阪府立千里青雲高等学校（おおさかふりつ せんりせいうんこうとうがっこう）は、大阪府豊中市新千里南町1丁目に所在する公立の高等学校。

## 概要
総合学科の高等学校である。従来の大阪府立東豊中高等学校と大阪府立少路高等学校を統合し、東豊中高等学校の敷地を引き継いで2007年に開校した。校歌の作詞は、推理小説作家・有栖川有栖が手がけている。
総合学科を設置し、学科内に「教育系列」「健康系列」「国際系列」「科学系列」「文化系列」の5つの系列を設置している。系列は関連性の強い教科・科目をまとめたもので、生徒は系列にとらわれずに自由に科目を選択できる。
「教育系列」は日本の総合学科高校では初めて設置されたものである。教育系列では、教育学、心理学、保育に関する科目や、小中学校・幼稚園へのインターンシップ科目、芸術に関する科目が開講されている。
知的障がいを持つ生徒がともに学ぶ「共生推進教室」が併設されている。開設当初は大阪府立たまがわ高等支援学校の分教室だったが、同教室は2013年入学生以降、大阪府立とりかい高等支援学校分教室へと移管されている。「共生推進教室」の生徒の学籍は高等支援学校となるが、生徒は週4日千里青雲高等学校に通学して、高等学校の生徒とともに授業を受ける。残る週1日については高等支援学校に通学して指導を受ける。

## 沿革
前身の大阪府立東豊中高等学校は1971年に開校した。府立71番目として設置された高等学校だったため、校章も数字の71を意匠した形となっていた。1983年には、大阪府立少路高等学校が開校した。東豊中・少路の両校とも、全日制普通科を設置していた。
大阪府教育委員会の「府立高等学校特色づくり・再編整備計画（全体計画） 平成17年度（第3年次）実施対象校」により、従来の大阪府立東豊中高等学校と大阪府立少路高等学校の統廃合で「豊中地域新高校」（仮称）を設置する構想が、2005年に大阪府教育委員会から打ち出された。
大阪府教育委員会内に設置されたプロジェクトチームで学校の詳細を論議したのち、2006年9月の大阪府教育委員会会議で校名を「大阪府立千里青雲高等学校」とすることを発表した。同年12月15日の大阪府議会での「大阪府立高等学校等条例の一部を改正する条例」可決を経て、大阪府立千里青雲高等学校の設置が正式に決定した。
なお、閉校後に全面解体された大阪府立少路高等学校の跡地には、2013年にマンションが建設された。その敷地内の公園には、校名板を用いて設置された記念碑が存在する。

### 年表
（東豊中高等学校）
- 1970年3月11日 - 大阪府議会にて「大阪府立第71高等学校」（仮称）の設置が決定。
- 1970年11月22日 - 校門定礎。この日を創立記念日とする。
- 1971年 - 大阪府立東豊中高等学校が開校。全日制普通科を設置。
- 2007年 - 募集停止。
- 2009年3月31日 - 閉校。

（少路高等学校）
- 1983年 - 大阪府立少路高等学校が開校。
- 2007年 - 募集停止。
- 2009年3月31日 - 閉校。

（千里青雲高等学校）
- 2005年 - 新校の設置構想が出される。
- 2006年10月25日 - 校章を制定。
- 2006年12月15日 - 大阪府立千里青雲高等学校の設置が、大阪府議会で正式に決定。
- 2007年1月1日 - 大阪府条例に基づき、大阪府立千里青雲高等学校が設置される。
- 2007年4月1日 - 開校。
- 2007年4月 - 校歌を制定、発表。
- 2010年4月1日 - 共生推進教室を設置（大阪府立たまがわ高等支援学校分教室）。
- 2013年4月1日 - 共生推進教室を大阪府立とりかい高等支援学校の分教室に移管（同年度入学生以降学年進行）。

## 出身者

### 千里青雲高等学校
- 中島美央 - ダンサー
- 丸茂圭衣 - 2016年リオデジャネイロオリンピックシンクロナイズドスイミングチーム銅メダリスト
- 鹿岡晃紀 - テノール歌手

### 東豊中高等学校
- 小林千絵 - 女優、タレント
- 純名里沙 - 元宝塚歌劇団、女優（中退）
- 風莉じん - 元宝塚歌劇団
- 中川和宗 - お笑い芸人
- 西代洋 - お笑い芸人
- マリオネット - アコースティック音楽ユニット
- 吉松孝博 - アニメーター

### 少路高等学校
- 大黒将志（14期生、サッカー選手）
- 笑福亭茶光（14期生、落語家）
- 日之内エミ（中退、歌手）
- 植木豪（歌手、PANICREW）
- 愛音羽麗（中退、元宝塚歌劇団）
- 鈴村健一（声優）[4]
- 志戸哲也（中退、AV男優）
- 猪狩秀平（ミュージシャン、HEY-SMITHのギタリスト）
- 堀川絵美（お笑いタレント）

## 交通
- 北大阪急行電鉄・大阪モノレール 千里中央駅から南西へ約1.2km、徒歩約18分。
- 阪急バス 豊中九中前バス停すぐ。